# الدر المنثور
تفسیر الدرالمنثور با نام کامل الدر المنثور فی التفسیر بالماثور و معروف به تفسیر سیوطی، از کتب تفسیری اهل سنت و اثر جلال‌الدین سیوطی از علمای قرن نهم است.

## موضوع و اهمیت اثر
در این اثر، تفسیر هر آیه به صورت روایت‌های مختلف و، به صورت غیر منظم و دسته‌بندی شده منعکس شده‌اند. سیوطی روایت‌های کتاب را جرح و تعدیل و حتی شرح نیز نداده‌است. سیوطی در این اثرش، به آثار قدما بسیاری استناد کرده و از آنها نقل نموده‌است.
از نکات مهم این اثر این است که مؤلف بدون دیدگاه یا گرایشی خاص به جمع‌آوری اثر پرداخته‌است و در این کار خلوص نیت از خود نشان داده‌است. از نکات منفی این اثر، «جمع متون قریب المعنی و انتخاب یک لفظ برای آنها در روایت‌های متعدد الإسناد» عنوان شده‌است.

## چاپ و نشر
از جمله نسخه‌های جدید منتشر شده از این تفسیر، نسخه مربوط به انتشارات دارالفکر بیروت است که این کتاب را در هشت جلد به زبان عربی به چاپ رسانده‌است.